# Paradrymadusa jakobsoni
Paradrymadusa jakobsoni är en insektsart som beskrevs av Pylnov 1918. Paradrymadusa jakobsoni ingår i släktet Paradrymadusa och familjen vårtbitare. Inga underarter finns listade i Catalogue of Life.